# جاك تريفور
جاك تريفور (بالإنجليزية: Jack Trevor)‏ هو ممثل بريطاني، ولد في 14 ديسمبر 1893 بلندن في المملكة المتحدة، وتوفي في 19 ديسمبر 1976 في المملكة المتحدة.

## وصلات خارجية
- جاك تريفور على موقع IMDb (الإنجليزية)
- جاك تريفور على موقع ألو سيني (الفرنسية)
- جاك تريفور على موقع أول موفي (الإنجليزية)
- جاك تريفور على موقع قاعدة بيانات الأفلام السويدية (السويدية)
- جاك تريفور على موقع قاعدة بيانات الفيلم (الإنجليزية)
- جاك تريفور على موقع كينوبويسك (الروسية)